# دالار، ارمنستان
دالار (به ارمنی: Դալար) یک شهر در ارمنستان است که در استان آرارات واقع شده‌است. دالار در  کیلومتری شمال آرتاشات، مرکز استان آرارات واقع شده است.

## خصوصیات
دالار  ۲٬۷۱۹ نفر جمعیت دارد و در ارتفاع  متر بالاتر از سطح دریا قرار گرفته است.